# いつかティファニーで朝食を
『いつかティファニーで朝食を』（いつかティファニーでちょうしょくを）は、マキヒロチによる日本の漫画、またそれを原作としたテレビドラマ。新潮社の月刊誌『月刊コミック@バンチ』の2012年5月号から2019年11月号まで連載。朝食にこだわりを持っているものの、不本意に簡素な朝食を食べている主人公・佐藤麻里子が理想の食を求め奮闘する物語となっており、作中には、実在する店舗が登場する。主人公をはじめメインとなる女性キャラ4人は、群馬県の高校の同級生という設定。
2015年9月現在、部数は累計100万部を突破した（新潮社による発表）。
麻里子の元彼、創太郎を主役にしたスピンオフ作品『創太郎の出張ぼっちめし』が、『コミック＠バンチ』の増刊誌『ゴーゴーバンチ』（同社刊）にて、vol.1（2013年10月9日発売の創刊号）からvol.15（2017年2月9日発売）まで連載された。

## 書誌情報
- マキヒロチ『いつかティファニーで朝食を』 新潮社 〈BUNCH COMICS〉、全14巻
  1. 2012年09月7日発売、ISBN 978-4-10-771677-4
  2. 2013年03月9日発売、ISBN 978-4-10-771698-9
  3. 2013年08月9日発売、ISBN 978-4-10-771716-0
  4. 2014年01月9日発売、ISBN 978-4-10-771732-0
  5. 2014年06月9日発売、ISBN 978-4-10-771751-1
  6. 2014年12月9日発売、ISBN 978-4-10-771791-7
  7. 2015年06月9日発売、ISBN 978-4-10-771825-9
  8. 2015年11月9日発売、ISBN 978-4-10-771854-9
  9. 2016年03月9日発売、ISBN 978-4-10-771884-6
  10. 2016年10月8日発売、ISBN 978-4-10-771926-3
  11. 2017年04月8日発売、ISBN 978-4-10-771972-0
  12. 2017年11月9日発売、ISBN 978-4-10-772027-6
  13. 2018年12月7日発売、ISBN 978-4-10-772145-7
  14. 2019年10月9日発売、ISBN 978-4-10-772224-9（修正版は10月30日発売[4]）

14巻は発売当初は最終話が修正原稿に差し替わっていない状態で刊行され、その後修正版が刊行された。修正前の原稿では、本当はキャラが入るはずのコマにキャラが入っていないなど未完成の状態だった。
- マキヒロチ『創太郎の出張ぼっちめし』 新潮社 〈BUNCH COMICS〉、全3巻
  1. 2014年12月9日発売、ISBN 978-4-10-771789-4
  2. 2016年03月9日発売、ISBN 978-4-10-771879-2
  3. 2017年04月8日発売、ISBN 978-4-10-771970-6

## あらすじ
佐藤麻里子は群馬出身で東京のアパレル会社に勤務する28歳OL。出版社勤務の吉田創太郎と7年間同棲していたが、自分との時間をとってくれない創太郎とすれ違うことが多くなり、別れることを決める。
自分が育った家庭にあったような、理想の朝食を求める新生活を始め、高校の友人で同じく東京に出てきていた典子、里沙、栞と集まりながら、おいしい朝食を出す店をめぐりながら日々を過ごしていく。
やがて、仲良しの友人達が徐々に次のライフステージへと進み始め、麻里子も自分の人生について考えていく。
結婚、仕事、家庭…アラサー女子の悩めるテーマを軸に、各地のおいしい朝食を出す名店が登場する。

## 登場人物

### 主要人物
佐藤 麻里子（さとう まりこ）
本作の主人公。茶色のミディアムヘアーに薄い眉が特徴。
7年間付き合っていた彼氏・吉田創太郎と別れ、理想の朝食を求める新生活を始める。朝食巡りを始め、自宅の周辺だけでなく、東京各地や地方の出張の際にも遠くまで足を延ばしておいしい朝食を出す店へ赴く。
朝食以外の趣味に映画鑑賞や海外ドラマ鑑賞があり、一時期は休日にあまりに予定がないためにTSUTAYAで借りる海外ドラマがなくなるほどだった。お気に入りの映画はマンガタイトルの元ネタである『ティファニーで朝食を』。
酒を飲みすぎると泣き上戸になってしまうため、友人たちからたびたび飲みすぎを心配される。
アパレル会社に勤務。もとは販売員だったが、現在はオフィスで管理業務をしている。
後輩や各地のショップスタッフからは良き先輩として慕われている。同じオフィスに所属するキミちゃん（伊達公子）とは仲が良く、ともに飲みに行ったり、朝食巡りに付き合ってもらったりする。
菅谷の入社当初は生意気な後輩として疎ましく感じていたが、名古屋出張の際に落ち込んでいたところを地下街に連れ出してもらい、その相性の良さを実感する。いままでにない楽しさを覚えていたところ、菅谷が彼女にお土産を買うところを目の当たりにし、ショックを受ける。その後も菅谷の優しさや上手な気配り、いつも気にかけてくれる様子や自分のことを理解してくれている様子から彼に心惹かれるようになる。菅谷と同じ現場では、スタッフの女子から菅谷と麻里子はまるで夫婦のようと言われ、自分でも菅谷への想いが燻ぶり続けていることを感じている。菅谷が退職する際には、今までの思い出がよみがえり、我慢していたものが溢れだしそうになったが、それをこらえて、先輩としての想いを伝えた。
創太郎と別れて以降、男にモテない日々が続いていたが、台湾に旅行した際にスマホを無くして困っていたところを高浪に助けられる。その後自分の会社で再会したのを運命的に感じ、もともと高浪と同僚だった菅谷に「オススメしない」と止められながらも、交際を開始する。しかし、高浪の難しい性格に振り回され、それまでの自分を崩してつくすことに疲れを覚えるようになり、朝食巡りもできなくなっていった。そして、沖縄出張の際に元カレの創太郎と偶然再会し、成長した彼の姿を見て自分を見つめなおし、高浪と別れることを決めた。
その後も仕事を頑張ったり、同僚や友人と旅行に行くなどして過ごしていたが、友人たちが新しいライフステージに進んでいくのを見て、自分の将来に不安を覚える。婚活やお見合いに取り組むも、うまくいかず、思い悩む日々が続いていた。
ある時、子宮筋腫が見つかり、自分の身体がボロボロになっていることに気づく。それをきっかけに、会社を辞めることを決意した。

阿久津 典子（あくつ のりこ）
バーの雇われ店長。オーナーとは不倫関係。
麻里子の高校時代からの友人。東京にいる里沙、栞と共に、仲の良い4人でよく集まっている。
昔から男性との付き合いで困ったことがない。一方で高校時代は女子のグループになじめず、孤立したところを麻里子たちに声をかけられ親友になる。
荒んだ東京生活に嫌気がさし、群馬の実家に戻ることを決める。
群馬の実家のコンパニオン派遣会社で働いていたが、地元の止まったような時間に違和感を覚え、自分のやりたいことを再考する。
その後、高校時代英語が得意で留学を志していたことを思い出し、留学を決意して勉強、貯金に励み、2年後にニューヨークへ留学する。
留学先で菅谷の彼女、さちと出会う。
男女関係に関しては4人の中で最も経験豊富で、麻里子が高浪との交際に悩んだ際には、麻里子の幸せを願い、高浪と別れるよう後押しした。

新井 里沙（あらい りさ）
麻里子の高校時代からの友人。東京にいる典子、栞と共に、仲の良い4人でよく集まっている。
ヨガインストラクター。長い黒髪にすっとした美形の目鼻立ちが特徴。
両親が早くに離婚し、姉と共に母に育てられた。
父の昔のふるまいや、大学時代の彼氏が自分と付き合いながら元カノと浮気をしていたことなどから男嫌いになり、しばらく一切の浮いた話を受け付けなかった。
彼氏と別れた後、ストレスから顔面が丸くなるほど太ったが、ヨガに出会い元の体系を取り戻した。
同じ地元の米谷と偶然再会したのをきっかけに徐々に距離を縮め、交際に至る。その後は遠距離恋愛を続けていた。
米谷にプロポーズされて結婚に至るものの、米谷の大阪勤務継続が決まったため、東京を出て共に大阪で暮らすことを決める。
米谷が結婚式に元カノを呼んだことを黙っていたため、過去の男嫌いが復活しかけたが、異国風の料理を出す店に巡り合い、冷静になって戻った。
だらしない父に距離を置いていたが、結婚のことを話すため姉と共に父のもとへ赴き、父を結婚式に呼ぶことを決める。

那須 栞（なす しおり）
麻里子の高校時代からの友人。東京にいる典子、里沙と共に、仲の良い4人でよく集まっている。
他の3人とは異なり、物語開始時点で結婚しており、2児の母。夫は元同僚の那須善美（なす よしみ）。子供（理人（リヒト）、結人（ユイト））は2人とも就学前。
普段は専業主婦として家事と子育てに追われている。
少し抜けていておっちょこちょいな性格であり、よく忘れ物などをする。息子の理人を叱っていたところ、夫の善美から、自分と息子がそっくりであり、息子と同じようなミスをしていることを指摘される。
家事や育児にあまり積極的でなかった夫と時にもめながらも、周囲の人との関わり合いの中で新たな気付きを得ながら子育てに奮闘する。
物語中盤で、同じ毎日の繰り返しに刺激を求めて就労意欲がわき、夫の会社に再就職する。再就職後、家の家事がややおろそかになってしまい、夫を悩ませている。

### 周辺人物

#### アパレル会社
麻里子の勤めるアパレル会社。全国に販売店舗がある。
平山 雄二（ひらやま ゆうじ）
アパレル会社の部長。
麻里子に無茶な出張（朝6時に当日九州へ出張してほしいなど）や突然の応援要請などを振ってくることが多く、やや軽いノリの労務管理を行う。

菅谷 浩介（すがや こうすけ）
麻里子の会社に中途入社してきた後輩。顎髭があり清潔感にはやや欠ける見た目をしている。また服の趣味にこだわりがあるらしく、麻里子曰く「いつも変な服を着ている」
アパレル業界での仕事には信念があり、安易な企画や惰性的な仕事に対し真っ向から意見することがある。
入社当初は生意気な後輩として麻里子から嫌われていた。しかし、名古屋のイベント時に落ち込んだ麻里子を地下街に連れて行って励ましたり、
おいしい朝食のある所に連れて行くなどの優しさや実直な仕事ぶりから徐々に好かれるようになる。
また、気配り上手なためにアパレル会社の女性社員からも打ち上げの席で話題になるほどだが、本人はそういう時に限って不在のことが多い。（いない理由も、亡くなった元上司に線香をあげに行っているなど義理堅いものが多い。）
さちと付き合っている。そのことを隠してはいないものの、にもかかわらず自然に優しく麻里子に振舞っていたために、彼女がいるとわかった麻里子に無意識にショックを与える。
物語中盤で、友人の立ち上げたアパレルブランドを手伝うため退職する。退職時は仲間達に盛大な送別会を催される。
退職後はしばらく登場していなかったが、麻里子が仕事を辞める前に公子と出会う。
その後、麻里子を自分の会社に誘う。

伊達 公子（だて きみこ）
麻里子の後輩で同じオフィスで働いている。会社ではWEBサイトなどを担当。淡い色のボブカットに分厚い眼鏡をかけている。実はキリっとした眉と目の持ち主だが、眼鏡を外すと視力が悪くほとんど見えない。
若いころからタバコを吸っており、喫煙を認めてくれることが男性と付き合ううえで最優先になるほど重要。
人に対してオブラートに包まない物言いをすることがあるが、麻里子に対しては優しさを見せながらもストレートな助言をすることも多い。
高校時代から読書好きで、大学では文学サークルに属していた。その頃から同じサークルの男子に10年間片想いしていたが、物語中盤で、意中の男性との恋をあきらめ、心に区切りをつける。
アパレル業界の仕事に限界を感じ、麻里子より一足先に会社を辞めることを決め、自分のやりたいことに向き合っていく。

白藤
麻里子の後輩で、物語中盤で配属される。（菅谷の入れ替わりの人事であることが後で明らかになる）
当初は自分のミスを認めないなどの振る舞いが多く、菅谷と麻里子で態度が違うなどして麻里子を困らせた。菅谷の退職後は素直になって普通に働いている。
面食いで男性との交際には自信があり、麻里子や公子にマッチングアプリの使い方を教えている。

#### その他
吉田 創太郎（よしだ そうたろう）
麻里子の元カレ。出版社に勤めている。麻里子と付き合っていたころは編集者で、不規則な生活を送っていた。それが麻里子と別れる原因となる。
その後は編集者から営業職に異動し、沖縄で偶然麻里子と再会した際には成長した姿を見せた。

新井 里恵（あらい りえ）
里沙の姉。離婚して里沙の家に居候していたが、再婚し地元に帰る。

米谷 謙次（こめたに けんじ）
麻里子たちの高校時代の同級生。里沙と交際中。商社に勤務している。上司に5年だけと言われ東京から大阪に転勤したが、5年経っても戻れず、大阪で里沙と暮らすことを決め、里沙にプロポーズする。

高浪 啓太（たかなみ けいた）
空間デザイナー。菅谷とは前の職場で一緒に働いていた。酔っ払っていた麻里子に水を差し出したのが初めての出会い。その後、麻里子と付き合うことに。
女性に対しての要求が多く、女性が期待に応えてくれないと不機嫌になる。菅谷と前の会社で同僚だったときも、何人かの女性を振り回していたため、菅谷からは「高浪さんはオススメしない」と言われている。
麻里子と別れた後も優しさを見せ、ヨリを戻そうとするが、麻里子との口論の中で「好きなのは誰なのか」と聞き、菅谷が好きなことを麻里子に自覚させてしまい、最終的に振られてしまう。

## テレビドラマ
同名タイトルのテレビドラマ作品が、2015年10月から日本テレビほか一部系列局で放送開始。主演はトリンドル玲奈で本作が連続ドラマ初主演となる。

### キャスト

#### メイン
佐藤 麻里子（さとう まりこ）
演 - トリンドル玲奈
阿久津 典子（あくつ のりこ）
演 - 森カンナ
新井 里沙（あらい りさ）
演 - 新木優子
那須 栞（なす しおり）
演 - 徳永えり

#### アパレル会社
平山 雄二（ひらやま ゆうじ）
演 - 津田寛治
菅谷 浩介（すがや こうすけ）
演 - 栁俊太郎
立花先輩（たちばなせんぱい）
演 - 竹厚綾
伊達 公子（だて きみこ）
演 - 中村ゆりか

#### バー
百々
演 - 大柴裕介
峰田 雄一（みねた ゆういち）
演 - 成田凌
オサムちゃん
演 - 坂田聡
カオルちゃん
演 - 水野透

#### 那須家
那須 喜美（なす よしみ）
演 - 大塚ヒロタ
那須 理人（なす りひと）
演 - 横山歩

#### その他
吉田 創太郎（よしだ そうたろう）
演 - 岩井拳士朗
新井 里恵（あらい りえ）
演 - 永峰絵里加
米谷 謙次（こめたに けんじ）
演 - 石田法嗣
高浪 啓太（たかなみ けいた）
演 - 丸山智己

### スタッフ
- 原作 - マキヒロチ
- 制作 - 多昌博志
- 脚本 - 足立紳、小林昌
- 監督 - 中茎強、御法川修、伊野部陽平、久保田充、長尾くみこ、熊坂出
- 撮影 - 松宮まなぶ
- 照明 - 高﨑信
- 助監督 - 長尾くみこ
- 制作担当 - 髙橋康進
- 制作主任 - 髙橋浩一郎
- コンテンツプロデューサー - 藤牧彩
- アソシエイトプロデューサー - 宮田幸太郎
- プロデューサー - 宮木宣嗣、横山祐子、三上絵里子、藤田大輔
- 音楽 - 牧戸太郎
- 主題歌 - Silent Siren（ドリーミュージック・）
  - 「alarm」（Season1）[6]
  - 「スローモーニング」（Season2）
- 企画制作 - 日本テレビ
- 制作プロダクション - AXON
- 製作著作 - いつかティファニーで朝食を製作委員会（D.N.ドリームパートナーズ、VAP）

### 放送日程
| 各話   | 放送日          | 脚本   | 監督              |
| ------ | --------------- | ------ | ----------------- |
| 第1話  | 2015年 10月11日 | 足立紳 | 中茎強            |
| 第2話  | 10月18日        | 足立紳 | 中茎強            |
| 第3話  | 10月25日        | 足立紳 | 中茎強            |
| 第4話  | 11月01日        | 足立紳 | 御法川修          |
| 第5話  | 11月01日        | 足立紳 | 御法川修          |
| 第6話  | 11月08日        | 足立紳 | 御法川修          |
| 第7話  | 11月15日        | 足立紳 | 伊野部陽平        |
| 第8話  | 11月22日        | 足立紳 | 久保田充          |
| 第9話  | 11月29日        | 足立紳 | 久保田充          |
| 第10話 | 12月06日        | 足立紳 | 久保田充          |
| 第11話 | 12月13日        | 足立紳 | 長尾くみこ 中茎強 |
| 最終話 | 12月20日        | 足立紳 | 中茎強            |
| 総集編 | 2016年 01月03日 | 足立紳 | -                 |

| 各話   | 放送日         | 脚本   | 監督       |
| ------ | -------------- | ------ | ---------- |
| 第1話  | 2016年 1月10日 | 足立紳 | 中茎強     |
| 第2話  | 1月17日        | 小林昌 | 中茎強     |
| 第3話  | 1月24日        | 小林昌 | 中茎強     |
| 第4話  | 1月31日        | 小林昌 | 中茎強     |
| 第5話  | 2月07日        | 小林昌 | 本田隆一   |
| 第6話  | 2月14日        | 小林昌 | 本田隆一   |
| 第7話  | 2月21日        | 小林昌 | 伊野部陽平 |
| 第8話  | 2月28日        | 小林昌 | 熊坂出     |
| 第9話  | 3月06日        | 小林昌 | 熊坂出     |
| 第10話 | 3月13日        | 小林昌 | 熊坂出     |
| 第11話 | 3月20日        | 小林昌 | 中茎強     |
| 最終話 | 3月27日        | 小林昌 | 中茎強     |

### ネット局
| 放送対象地域 | 放送局           | 放送期間                       | 放送時間                         | 系列           | 備考   |
| ------------ | ---------------- | ------------------------------ | -------------------------------- | -------------- | ------ |
| 関東広域圏   | 日本テレビ       | 2015年10月11日 - 2016年3月27日 | 日曜日 1:25 - 1:55（土曜日深夜） | 日本テレビ系列 | 制作局 |
| 鹿児島県     | 鹿児島読売テレビ | 2015年10月17日 - 2016年4月3日  | 日曜日 1:00 - 1:30（土曜日深夜） | 日本テレビ系列 |        |

※日時表記は暦日表記で記載しており、提出された出典内容や公式サイトで表示されている内容とは異なる箇所が一部にある。

### 関連商品
ホームメディア
- いつかティファニーで朝食を Blu-ray BOX I（2015年12月23日発売、バップ）
- いつかティファニーで朝食を DVD BOX I（2015年12月23日発売、バップ）
- いつかティファニーで朝食を Blu-ray BOX II（2016年2月24日発売、バップ）
- いつかティファニーで朝食を DVD BOX II（2016年2月24日発売、バップ）
- いつかティファニーで朝食を Blu-ray BOX III（2016年3月30日発売、バップ）
- いつかティファニーで朝食を DVD BOX III（2016年3月30日発売、バップ）
- いつかティファニーで朝食を Blu-ray BOX IV（2016年5月11日発売、バップ）
- いつかティファニーで朝食を DVD BOX IV（2016年5月11日発売、バップ）